# Campionati svedesi di sci alpino 1984
Ai Campionati svedesi di sci alpino 1984 furono assegnati i titoli di discesa libera, slalom gigante e slalom speciale, sia maschili sia femminili.

## Risultati
| Specialità      | Uomini                | Donne         |
| --------------- | --------------------- | ------------- |
| Discesa libera  | Niklas Henning        | Ulla Carlsson |
| Slalom gigante  | Jörgen Sundqvist      | Ann Melander  |
| Slalom speciale | Lars-Göran Halvarsson | Ann Melander  |